# Antic Ajuntament de Montornès del Vallès
L'antic ajuntament de Montornès del Vallès o les antigues escoles és una obra de Montornès del Vallès (Vallès Oriental) protegida com a bé cultural d'interès local.

## Descripció
L'edifici té una façana d'estructura rectangular amb la part central coronada per un frontó triangular, independent de la teulada a quatre vessants que té l'edifici. Sobre cada angle del frontó hi ha un motiu escultòric en forma de calze ple de fruites. El conjunt de la façana es distribueix respecte a un eix simètrica, mentre en els laterals s'obre una finestra en la part superior i una altra d'arc rebaixat, partida en dos, en la part inferior. A la porta d'accés s'hi arriba per quatre esglaons, i es troba flanquejada per dues pilastres que, adossades al mur, suporten un entaulament i una cornisa. Hi ha tres finestres en el pis superior del cos central. Els murs són arrebossats i no en massa bon estat.

## Història
L'edifici fou utilitzat com ajuntament des de la inauguració l'any 1923 fins a l'any 1932, tot i que altres fonts ho disputen i diuen que va ser projectat com a escola, que es va inaugurar el 1930.